# Only One Flo (Part 1)
Pour les articles homonymes, voir Only One.
Albums de Flo Rida
R.O.O.T.S.
(2009) Wild Ones
(2012)
Singles
1. Club Can't Handle Me
Sortie : 28 juin 2010
2. Turn Around (5, 4, 3, 2, 1)
Sortie : 8 novembre 2010
3. Who Dat Girl
Sortie : 11 janvier 2011

Only One Flo (Part 1) est le troisième album studio de Flo Rida, sorti le 30 novembre 2010.
Il s'est classé 11e au Top Rap Albums, 21e au Top R&B/Hip-Hop Albums et 107e au Billboard 200.

## Liste des titres
| No | Titre                                                             | Contient un (des) sample(s) de                                     | Durée |
| -- | ----------------------------------------------------------------- | ------------------------------------------------------------------ | ----- |
| 1. | On and On (featuring Kevin Rudolf)                                |                                                                    | 2:58  |
| 2. | Turn Around (5, 4, 3, 2, 1)                                       |                                                                    | 3:20  |
| 3. | Come with Me                                                      | Hail Mary de 2Pac featuring Kastro, Prince Ital Joe et Young Noble | 3:02  |
| 4. | Who Dat Girl (featuring Akon)                                     |                                                                    | 3:19  |
| 5. | 21 (featuring Laza Morgan)                                        |                                                                    | 3:52  |
| 6. | Respirator                                                        |                                                                    | 3:12  |
| 7. | Club Can't Handle Me (featuring David Guetta)                     |                                                                    | 3:52  |
| 8. | Why You Up in Here (featuring Ludacris, Git Fresh and Gucci Mane) |                                                                    | 3:36  |

| 9. | Momma | 2:53 |